# در انتظار مرگ
در انتظار مرگ فیلمی به کارگردانی ویک مورو از روی نمایشنامهٔ نظارت عالیهٔ ژان ژنه است.